# Gerenciamento interfuncional
O gerenciamento interfuncional cuida da solução dos problemas prioritários da alta administração através do desdobramento das diretrizes e seu controle interfuncional.
"O gerenciamento interfuncional requer concordância entre os diferentes chefes ou gerentes, de modo que as metas sejam atingidas através da colaboração entre todos os departamentos envolvidos. A forma mais usual de abordar esta situação, na procura de uma visão integradora da organização é através da criação dos Comitês interfuncionais". (CAMPOS, 2004)
Diversas atividades estão na interface da logística com outras áreas da empresa, criando assim uma responsabilidade compartilhada. Podem incluir serviço ao cliente, entrada e processamento de pedidos, empacotamento, e localização do varejo para a interface logística-marketing, e localização das plantas, compras e programação da produção para a interface logística-operações. Lembre-se que as atividades de interface são aquelas que exigem alguma forma de gerenciamento coletivo entre as áreas funcionais envolvidas para prevenir que decisões subótimas sejam tomadas.
Os benefícios do gerenciamento interfuncional entre a logística e o marketing podem ser vistos se considerarmos o empacotamento. Essa atividade tem relação com o marketing por causa dos seus impactos sob as vendas.A proteção, a estocagem e as características de manuseio da embalagem geralmente têm pouca importância para o marketing a menos que algum tipo de recompensa seja determinado parcialmente pelo projeto de embalagem. A atividade logística da empresa sofre frequentemente as consequências de um projeto de empacotamento pobre, através das ineficiências de manuseio e estocagem.
Por outro lado, o desempenho logístico não é tipicamente mensurado pelas qualidades promocionais de uma embalagem. Ainda, a embalagem é somente um elemento. As características protetoras não podem ser dissociadas das características promocionais. Alguma forma de cooperação é necessária para alcançar um projeto de empacotamento que renderá o melhor equilíbrio entre receitas de marketing e custos logísticos. Operacionalmente, para eles próprios, nenhuma função provavelmente virá com um projeto de embalagem que é tão benéfico economicamente quanto aquele criado pelo trabalho conjunto.
Ballou (2001, p.484,485) diz que cooperação entre as operações e logística no estabelecimento da programação da produção é um segundo exemplo. O estoque é um elemento comum entre as duas funções. As operações buscam programar produtos para equilibrar os custos de estoque com os custos de manufatura. Por outro lado, a logística equilibra os custos logísticos com os custos de transporte ao decidir a programação da produção. Sem a cooperação, não ha garantia de que um equilíbrio ótimo sera alcançado entre custos de transporte, estoque manufatura. A sobreposição similar entre áreas funcionais existe para as atividades de interface restantes.